# Brione sopra Minusio
Brione sopra Minusio is een gemeente en plaats in het Zwitserse kanton Ticino, en maakt deel uit van het district Locarno.
Brione sopra Minusio telt 523 inwoners.